# P. Carl Petersen
 Der er flere personer med dette navn, se Carl Petersen.
Peter Carl Ludvig Petersen (født 2. oktober 1863 i Landskrona, død 22. februar 1945 i Gentofte) var en dansk grosserer og medstifter af Nordisk Kaffe-Kompagni. Han grundlagde P. Carl Petersens Kollegium.
Han blev født i Landskrona den 2. oktober 1863 af danske forældre og voksede op i beskedne kår. I en alder af blot 9 år mistede han sin far, købmand Bertel Petersen. Moren flyttede derpå til Flensborg, hvor P. Carl Petersen kom til at gå i skole, og hvor han tog præliminæreksamen. Som 15-årig kom han i lære hos en købmand i Svendborg, hvor han fik sine første erfaringer inden for handelserhvervet.
Efter sin læretid fik han til opgave at lede og organisere oprettelsen af Singer Symaskine og Cycle Co.'s agenturer i et antal jyske byer. I 1888 rejste han til København for at etablere sig som selvstændig erhvervsdrivende. Han begyndte småt i et kontorlokale i Vester Voldgade 11.
Petersen forsøgte sig nu indenfor flere brancher, og det lykkedes ham at få afsluttet en vellønnet forretning på et parti kaffe, hvilket dermed blev begyndelsen på den grossistvirksomhed, der under navnet Firma P. Carl Petersen i årenes løb udviklede sig til et verdensomspændende firma med afdelinger i hele Europa.
Han stiftede i 1896 sammen med kaffeeksperten Hans Jørgensen kaffebrænderiet A/S Nordisk Kaffe-Kompagni. I 1908 blev Petersen administrerende direktør for dette selskab og derudover formand for selskabets bestyrelse. Forretningen gjorde ham til en holden mand.
Petersen blev i en ung alder ramt af tuberkulose, der nødvendiggjorde adskillige ophold på sanatorier. Efter et langvarigt rekreationsophold på Vejlefjord Sanatorium, der helbredte ham for tuberkulosen, oprettede han i taknemmelighed den 21. april 1915 Helbredelsesfondet, stiftet af grosserer P. Carl Petersen og hustru. IHelbredelsesfondet blev ophævet i 1987 og aktiverne overført til Legatet P. Carl Petersens Kollegium.
På sin 65-års fødselsdag, den 2. oktober 1928 stiftede P. Carl Petersen yderligere af sin store formue en fond, P. Carl Petersens Fond, som støtter lægevidenskaben.
P. Carl Petersen var ved sin død som 81-årig i 1945 kommandør af dannebrog af 1. grad og dannebrogsmand. Han var barnløs, og hans villa Skovbakken blev testamenteret til kollegium.